# Roman Cikhart
Roman Jan Cikhart (4. února 1886 Borotín u Tábora – 10. září 1957 Praha) byl český pedagog a spisovatel, regionální historik, vlastivědný a kulturní pracovník.

## Život
Narodil se ve mlýně svého otce („na Pile“ – Borotín č. 121) v blízkosti památné zříceniny Starý Zámek v Borotíně. Zde se zřejmě zrodil i jeho zájem o historii, zejména o husitství a dějiny rodného kraje a rovněž o historii a pověsti vesnic na Táborsku. O rodné obci vydal již v roce 1909 samostatný spisek Borotín, nástin historický. Po základní školní docházce absolvoval (od roku 1903) Učitelský ústav v Soběslavi a již zde při studiu spolupracoval s historikem a zakladatelem místního muzea Karlem Lustigem a napsal zde dějiny Soběslavi. V roce 1910 se oženil, roku 1921 vystoupil z římskokatolické církve.

## Pedagog
Učitelskou praxi zahájil Cikhart na škole v Radeníně, v roce 1911 přešel do Radkova a 1914 do Jistebnice. Další důležitou životní etapou se stal Tábor, kde v roce 1923 nastoupil jako odborný učitel na dívčí měšťanské škole. Působil také jako předseda učitelské jednoty Komenský. Publikoval v pedagogických listech Český učitel a Česká škola. Zastával mnoho čestných funkcí; sepsal dějiny Zemského ústředního spolku jednot učitelských.

## Historik a publicista
Roman Cikhart byl autorem mnoha článků o regionálních dějinách Táborska, o historických osobách, o pověstech a vlastivědných zajímavostech, uveřejňovaných v různých listech, např. Český jih, Národní politika, Tábor, Národní osvobození, Časopis společnosti přátel starožitností českých. Podílel se na tvorbě Věstníku jihočeských muzeí (od roku 1913 sám redigoval) a vlastivědného časopisu Kraj kalicha (od r. 1923 redigoval). Významná kapitola publikační práce učitele a historika Cikharta je spojena s Jihočeským sborníkem historickým.
Zde publikoval v letech 1928 až 1956 přes osmdesát článků a statí. Mnohé cenné práce vydal Cikhart vlastním tiskem.

## Ocenění
Práce historika Romana Cikharta je dodnes považována za základ při bádání a práci s fakty v regionální historii. Jeho významný přínos do seznamování se s historií Táborska byl oceněn již 5. února 1936, když akční výbor učitelských organizací a městský osvětový sbor uspořádal v Táboře na jeho počest oslavu (k padesátinám). Za město Tábor zde poděkoval starosta Václav Soumar. Blahopřání a připomínání díla R. Cikharta bylo i ve všech regionálních a odborných listech.

## Z díla
- Okres Táborský, 1907
- Táborsko (autor 3 dílů) – čtyřdílná monografie, 1908
- Borotín, nástin historický, nákl. vlastním, Tábor 1909
- Minulost městečka Borotína, nákl. vlastním, Tábor 1913
- Šlechtické a erbovní rody na Táborsku ve svých znacích
- Táborsko. Popis přírodní, historický a národopisný, 1922
- Minulost města Jistebnice, 1925
- Padesát let Zemského ústředního spolku jednot učitelských v Čechách 1880–1930, Praha 1932.
- Krajem božích bojovníků, 1935
- Pět set let města Tábora
- Tábor a Táborsko ve světle historie, 1940
- Minulost Táborska, 1946
- Borotín v minulosti – vydal v knize Historický místopis Borotína, kterou připravil k tisku z pozůstalosti svého bratra Rudolfa Ezechiáše[5], vyd. Spolek rodáků a přátel Borotína a okolí, Praha 1946
- Popis Táborska, 1947
- Tábor ve světle historie, 1948
- Tábor v minulosti i přítomnosti, 1948
- Pověsti a zkazky z Táborska
- Mladá Vožice, 1948
- vlastivědný sborníček Staré a nové letopisy táborské, v letech 1920–1937 vyšlo celkem 29 sešitů
- řada příspěvků v Jihočeském sborníku historickém (např. Jeníčkova Lhota, Lideřovice, rodná tvrz hejtmana Petra Aksamita, Svobodnické rody na Táborsku v 18. století, Rodová jména na Jistebnicku za války třicetileté…), 1928–1952